# فیونا هیوز
فیونا هیوز (انگلیسی: Finola Hughes؛ زادهٔ ۲۹ اکتبر ۱۹۵۹) هنرپیشه و صداپیشه اهل بریتانیا است. وی از سال ۱۹۸۰ میلادی تاکنون مشغول فعالیت بوده‌است.
از فیلم‌ها یا برنامه‌های تلویزیونی که وی در آن نقش داشته‌است می‌توان به زنده ماندن، ظرف صابون، دیوانه‌وار، قاتل مو و نسل ایکس اشاره کرد.